# Newsteadia costaricaensis
Newsteadia costaricaensis är en insektsart som beskrevs av Ferenc Kozár och Konczné Benedicty 2001. Newsteadia costaricaensis ingår i släktet Newsteadia och familjen vaxsköldlöss.
Artens utbredningsområde är Costa Rica. Inga underarter finns listade i Catalogue of Life.